# Park Narodowy Sewennów

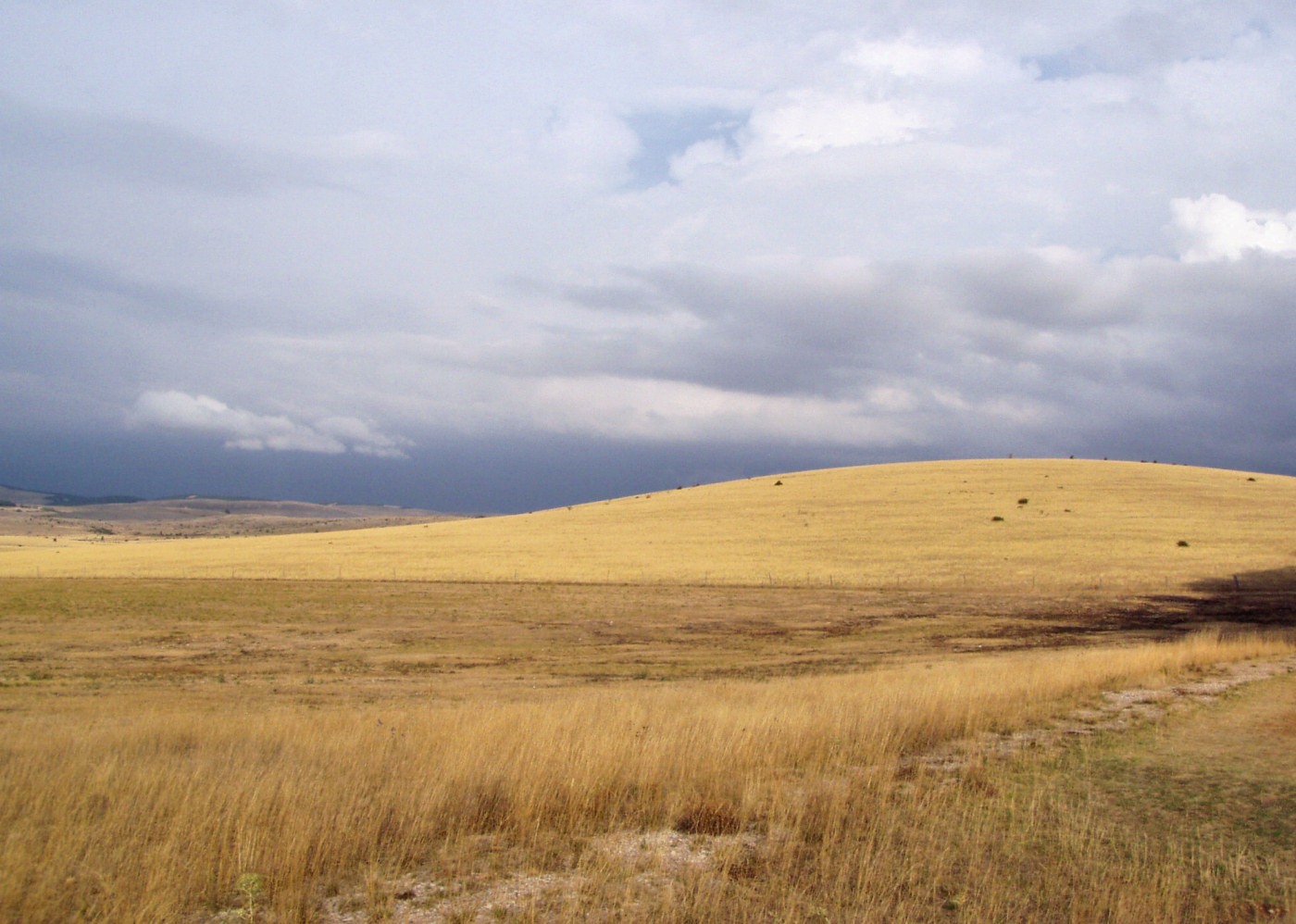
Płaskowyż Méjean

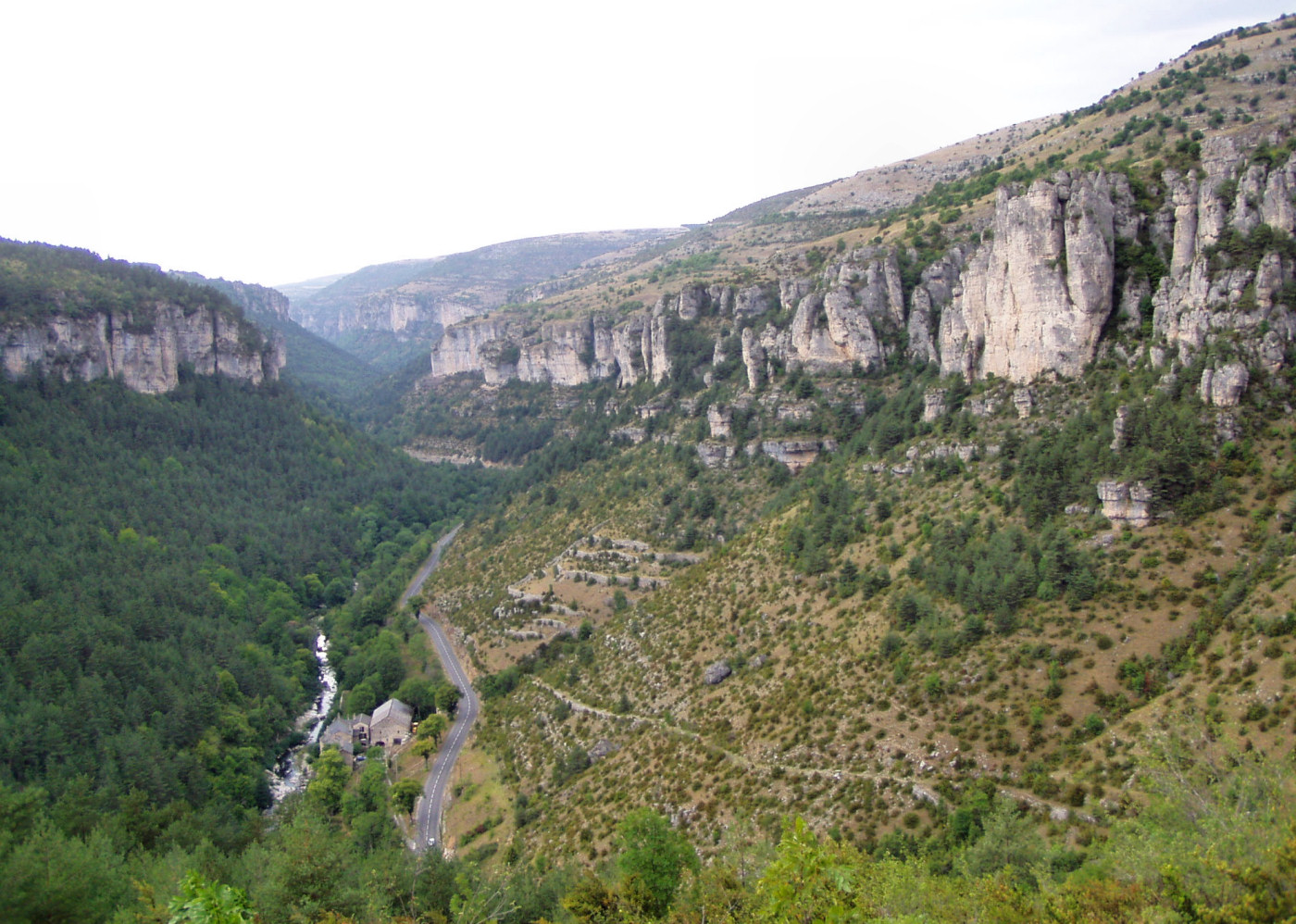
Wąwóz rzeki Jonte

Park Narodowy Sewennów (fr. Parc national des Cévennes) – jeden z francuskich parków narodowych, znajdujący się w masywie Sewennów, w południowej części Masywu Centralnego.
Park istnieje od 1970 roku i ma powierzchnię 910 km². Konieczność ochrony tych obszarów pojawiła się tu wraz z pojawieniem się nowych osadników, którzy przybyli tu w latach 60. XIX wieku. Zastali oni bardzo zdegradowane obszary, z wytrzebionymi naturalnymi siedliskami. Postanowiono przywrócić ich równowagę. Park jest miejscem ochrony wielu gatunków zwierząt, a niektóre z nich, jak np. jeleń czerwony, zostały tu odtworzone.
Ciekawym obiektem w parku jest Mont Lozère – góra osiągająca wysokość 1699 m n.p.m. Jest ona bardzo często odwiedzana przez turystów, ze względu na malowniczą okolicę. Interesującym miejscem są w tym Parku Narodowym również Doliny Seweńskie, gdzie rosną słodkie kasztany. Jest to teren o ciekawej rzeźbie terenu, z interesującymi formami morfologicznymi.